# Ma'anshan
Ma'anshan (em chinês 马鞍山; chinês tradicional: 馬鞍山; pinyin: Mǎ'ānshān) também coloquialmente escrito como Maanshan, é uma cidade-prefeitura localizada a leste da província de Anhui, no leste da China. É uma cidade industrial que se estende pelo rio Yangtzé, Ma'anshan faz fronteira com Hefei a oeste, Wuhu a sudoeste e Nanjing a leste. É uma cidade-satélite da área metropolitana de Nanjing e também é uma cidade na Zona Econômica do Delta do Rio Yangtzé.

## População
No censo de 2020, Ma'anshan era habitada por 2.159.930 habitantes, dos quais 1.253.960 viviam na área urbana composta pelos distritos urbanos de Huashan e Yushan e o condado de Dangtu, que é amplamente urbanizado.

## Ligaçõe externas
«Sítio oficial»